# Naturschutzgebiet Quellgebiet Genkel
Das Naturschutzgebiet Quellgebiet Genkel ist ein 4,90 ha großes Naturschutzgebiet (NSG) südwestlich von Meinerzhagen im Märkischen Kreis in Nordrhein-Westfalen. Das NSG wurde 2001 vom Kreistag des Märkischen Kreises mit dem Landschaftsplan Nr. 6 Meinerzhagen ausgewiesen.

## Gebietsbeschreibung
Bei dem NSG handelt es sich um das Quellgebiet der Genkel mit Laubwald und Grünland.

## Schutzzweck
Das Naturschutzgebiet wurde zur Erhaltung und Entwicklung des Quellgebietes der Genkel und als Lebensraum gefährdeter Tier- und Pflanzenarten ausgewiesen. Wie bei anderen Naturschutzgebieten in Deutschland wurde in der Schutzausweisung darauf hingewiesen, dass das Gebiet „wegen der landschaftlichen Schönheit und Einzigartigkeit“ zum Naturschutzgebiet wurde.